# 銅ペプチドGHK-Cu
銅ペプチドGHK-Cu、成分名トリペプチド-1銅 (INCI: Copper tripeptide-1) は、天然に生じる銅複合体で、そのトリペプチドの構成はグリシル-L-ヒスチジル-L-リジンである。当初、血漿から単離された。銅(II)と結合する。創傷治癒や皮膚修復を促すとされ化粧品に配合されている。

## 歴史
1973年、Loren Pickartは、銅ペプチドGHK-Cuをヒトの血漿中のアルブミンから単離した。60歳以上の高齢の人々の幹細胞が、より若年層の血液中で培養された際に、高齢者の細胞は、若い幹組織と同じように機能し始めたことが観察された。この影響は小さなペプチド因子によるものだった。
1977年には、成長調節ペプチドはグリシル-L-ヒスチジル-L-リジンだということが示された。1980年代には皮膚修復のためのシグナルの可能性があると提唱された。1980年代後半には、スキンケア製品の成分として使われるようになった。

## 生理
20歳時のGHK-Cuの血中濃度は200ng/mLであり、60-80歳には80ng/mLに低下する。GHK-Cuはコラーゲンやエラスチンの合成を増加させる。必須ミネラルの銅を皮膚から供給しようとすれば、皮膚刺激反応を起こしやすいが、GHK-Cuでは皮膚刺激を誘発する可能性は低く安全な代替物となる可能性がある。
GHK-Cuは親水性であるため皮膚からの吸収は効率的ではなく、親油性のナノカプセル化の加工はその利用効率を向上させる。

## 有効性

### 創傷治癒
2%のGHK-Cuジェルは、糖尿病の120人で治療に良い結果を示しており、潰瘍が閉じた割合は偽薬の約61%に比較してGHKでは98.5%であり、感染率も34%に比較して7%であり、閉鎖速度も3倍速かった。一方、0.4%のGHK-Cuクリームでは静脈性潰瘍の治療目標に達しなかった。

### 化粧品
中年女性40名が8週間にわたり、1日2回化粧品を使用したランダム化比較試験では、ナノカプセル化したGHK-Cu、パルミトイルトリペプチド-1（マトリキシル3000）または単なる偽薬のいずれかを顔半面に塗布し、結果はGHK-Cuはマトリキシル3000よりもシワの量を減少させ、偽薬よりもシワの量も深さも減少させた。

## 安全性
米国パーソナルケア製品評議会の専門委員会による2018年の安全性レビューでは、現在使用されている濃度では安全であるとした。